# Wu Peng
Wu Peng (Hangzhou, 16 maggio 1987) è un ex nuotatore cinese.
È specializzato nei 200 m farfalla: Ha vinto un bronzo ai mondiali di Montreal 2005 e un argento a Melbourne 2007, sempre nei 200 m farfalla.
Ai Campionati mondiali in vasca corta di Shanghai 2006 ha vinto la medaglia d'oro con il record dei campionati (1'52"36).

## Palmarès
- Mondiali

Montreal 2005: bronzo nei 200m farfalla.
Melbourne 2007: argento nei 200m farfalla.
Shanghai 2011: bronzo nei 200m farfalla.
Barcellona 2013: bronzo nei 200m farfalla.
- Mondiali in vasca corta

Indianapolis 2004: bronzo nei 200m farfalla.
Shanghai 2006: oro nei 200m farfalla.
- Giochi Asiatici

Busan 2002: oro nei 200m dorso, nei 200m farfalla e nei 400m misti e argento nella 4x200m sl.
Doha 2006: oro nei 200m farfalla e argento nella 4x200m sl.
Canton 2010: bronzo nei 100m farfalla.
- Campionati asiatici

Foshan 2009: oro nei 200m farfalla.